# Ganeshpur
Ganeshpur és una vila d'Uttar Pradesh, districte de Basti, a uns 5 km al nord-oest de la ciutat de Basti. Fou capital d'un estat tributari (jagir) anomenat primer Ganeshpur i al segle XIX jagir de Pindari. El jagir fou governat originalment per una branca dels Gautam de Nagar que van fortificar el lloc amb una rasa, una muralla i una paret de bambú. Després del 1801 van caure en retards en el pagament dels tributs i taxes i finalment fou expropiat i venut a Biwi Moti Khanam. In 1818 altre cop fou expropiat, aquesta vegada a Biwi Moti Khanam, i venut per segona vegada. El va comprar el mateix govern per 8343 rúpies i el va entregar a un militar de nom Kadir Buksh, un general de l'exèrcit d'Amin Khan Pindari.